# Столовые приборы

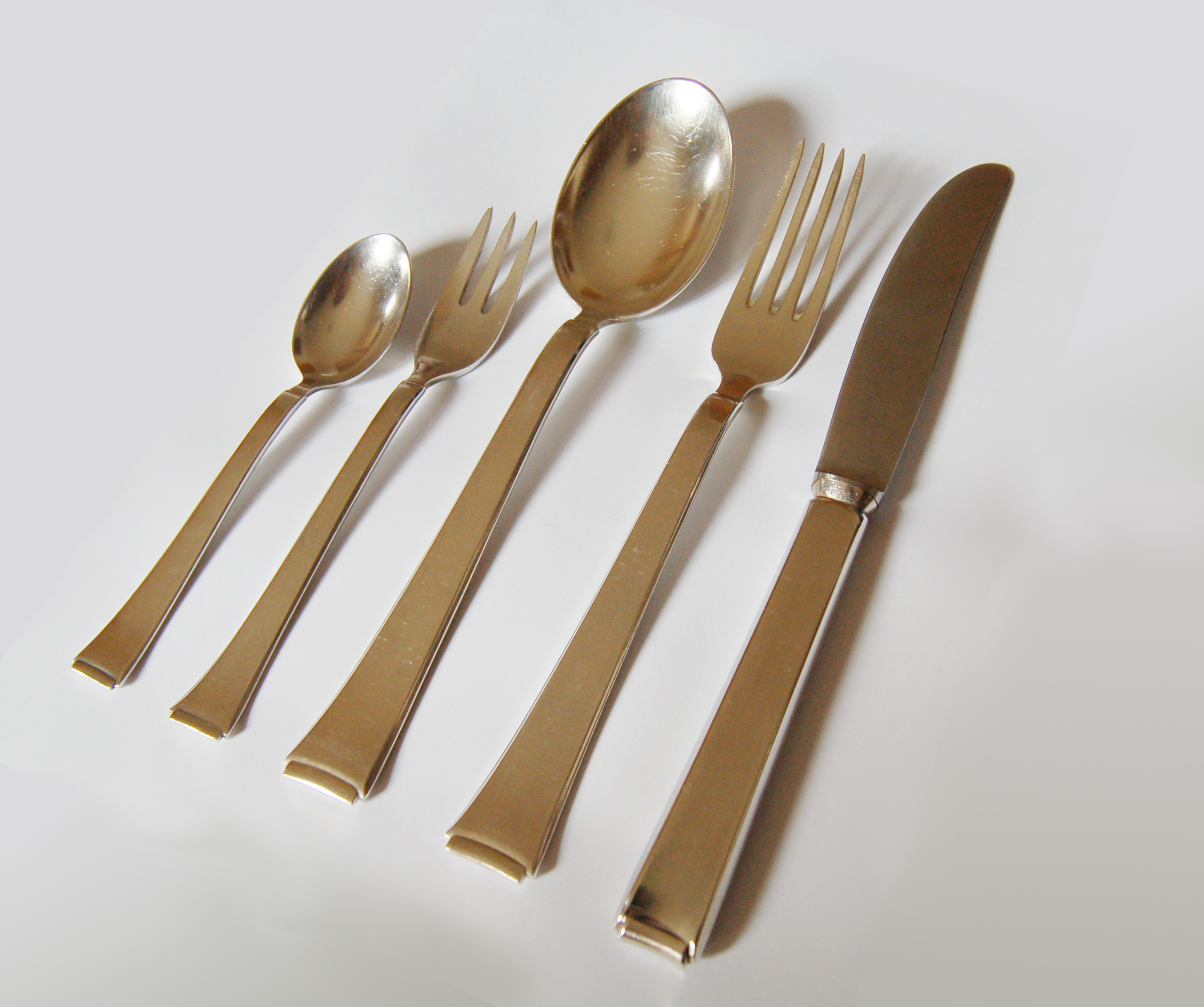
Набор столовых приборов

Столо́вый прибо́р — изделие, инструмент или набор инструментов для обращения с пищей непосредственно за столом, изготавливается из пластмассы, дерева, алюминия, нержавеющей стали, мельхиора или столового серебра.
Приборы из столового серебра и мельхиора применяют при сервировке столов на приёмах, банкетах и торжественных вечерах. Прибор столовой или чайной, кофейной посуды — Сервиз. В словаре В. И. Даля сказано: Столовый прибор, что ставится каждому застольнику: пара тарелок с салфеткой, ломоть хлеба, нож и вилка, стакан с рюмкой и прочее.
Различают:
- основные столовые приборы, с помощью которых едят;
- вспомогательные столовые приборы — коллективного пользования, с помощью которых нарезают, раскладывают или перекладывают кушанья из общего блюда (салатников, блюд, ваз, соусников и другого) в тарелки участников трапезы.

## Основные столовые приборы

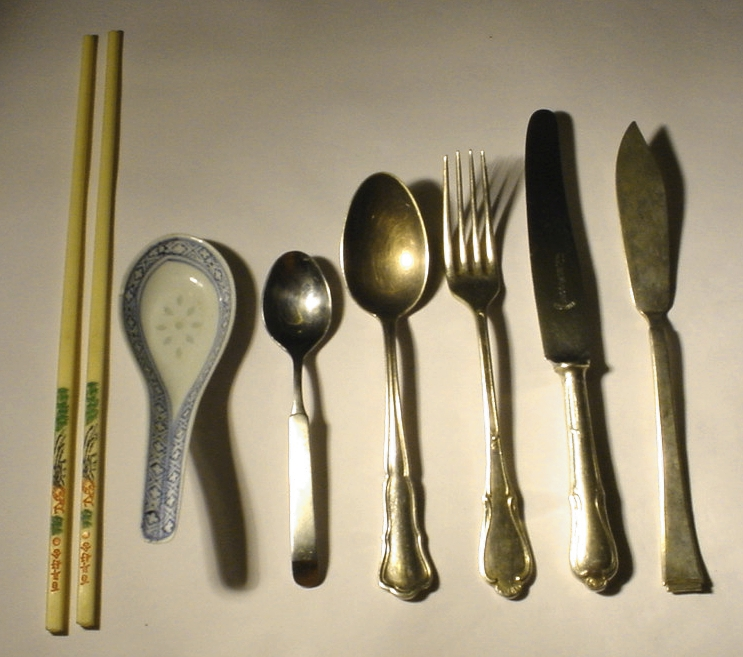
Палочки для еды, фарфоровая ложка, чайная ложка, столовая ложка, вилка, нож, рыбный нож

К ним относят:

### Закусочный прибор
Нож, вилка — подают к холодным блюдам и закускам всех видов и некоторым горячим закускам (жареной ветчине, яичницам, блинам и др.). Длина ножа примерно равна диаметру закусочной тарелки.

### Рыбный прибор
Нож, вилка — используют при употреблении горячих рыбных блюд. Рыбный нож — тупой, напоминает лопатку, вилка — с более короткими зубцами.

### Столовый прибор
Нож, вилка, ложка — предназначен для первых и вторых горячих блюд. Длина столового ножа примерно равна диаметру столовой тарелки, длина вилки и ложки несколько меньше. Столовые ложки и вилки используют и для перекладывания кушанья из общего блюда в тарелку участника трапезы.

### Десертный прибор
Нож, вилка, ложка — подают к десерту. Длина десертного ножа примерно равна диаметру десертной тарелки, ложка несколько короче. Нож у́же, чем закусочный. Его кончик имеет заострённый конец, вилка имеет три зубца. Десертный нож и вилку используют при подаче сыра, сладких пирогов, яблочной шарлотки, арбуза, а десертную ложку — при подаче сладких блюд, не требующих разрезания на части (мороженого, муссов, желе, каш, компотов, ягод с молоком или со сливками и др.).
Кроме того, ложку подают к супам, отпускаемым в бульонных чашках.

### Фруктовый прибор

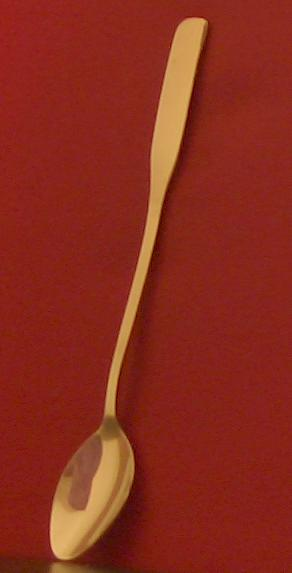
Ложка с длинной ручкой

Нож, вилка — отличаются от десертных меньшими размерами, вилка — с двумя зубцами. Нож и вилка имеют одинаковую ручку.

### Ложка
Кофейная ложка используется при употреблении чая, кофе с молоком, какао, а также яиц всмятку и «в мешочек», грейпфрутов, фруктовых коктейлей.
Ложка мокко используется при потреблении чёрного кофе, кофе по-восточному. Ложечка с длинной ручкой — для охлаждённого чая и напитков, подаваемых в больших стаканах.

### Вилка
Вилка состоит из рукояти и нескольких узких зубцов (обычно от двух до четырёх) на одном конце.

### Палочки для еды
Традиционный столовый прибор в Восточной Азии. К четырём странам, где преимущественно используют палочки, относятся Китай, Япония, Корея и Вьетнам. Палочки обычно изготавливают из дерева, металла, кости, слоновой кости, а в настоящее время также из пластика.
За пределами Восточной Азии (в странах Европы, Африки, Америки и т. д.) палочки для еды принято подавать к блюдам китайской, японской, корейской и вьетнамской кухни. При этом европейские столовые приборы не убираются (на случай, если кто-то из присутствующих не умеет пользоваться палочками).

## Вспомогательные столовые приборы
- Нож для масла — имеет широкое, изогнутое полудугой лезвие. Для отрезания и перекладывания сливочного масла, поданного большим куском. Кладут на правый борт пирожковой тарелки.
- Нож-вилка — серповидной формы с зубцами на конце, используют для нарезания и раскладывания сыра, подаваемого куском.
- Нож-пила — для нарезания лимонов.
- Лимонная вилочка — для перекладывания ломтиков лимона.
- Вилка двухрожковая — для подачи сельди.
- Вилка для шпрот имеет широкое основание в виде лопатки и пять зубцов, соединённых на концах перемычкой для исключения деформации рыбы. Она предназначена для перекладывания рыбных консервов (шпрот, сардин).
- Прибор для крабов, раков, креветок (нож, вилка) используется при потреблении крабов, раков и креветок. Длинная вилка с двумя зубцами на конце.
- Вилка для устриц, мидий и холодных рыбных коктейлей — один из трёх зубцов (левый) более мощный и предназначен для отделения мякоти устриц и мидий от раковин. Длина 15 см, ширина у основания 1,5 см.
- Игла для омаров — для употребления омаров.
- Вилка кокильная — для горячих закусок из рыбы. Имеет три зубца, более коротких и широких, чем у десертной.
- Ложечка для соли — крохотная (диаметром не более 1 см) ложка для солонки.
- Ложка для салата отличается от столовой бо́льшим размером. Кончик ложки иногда делают в виде трёх зубцов. Используют для перекладывания салата из многопорционной посуды.

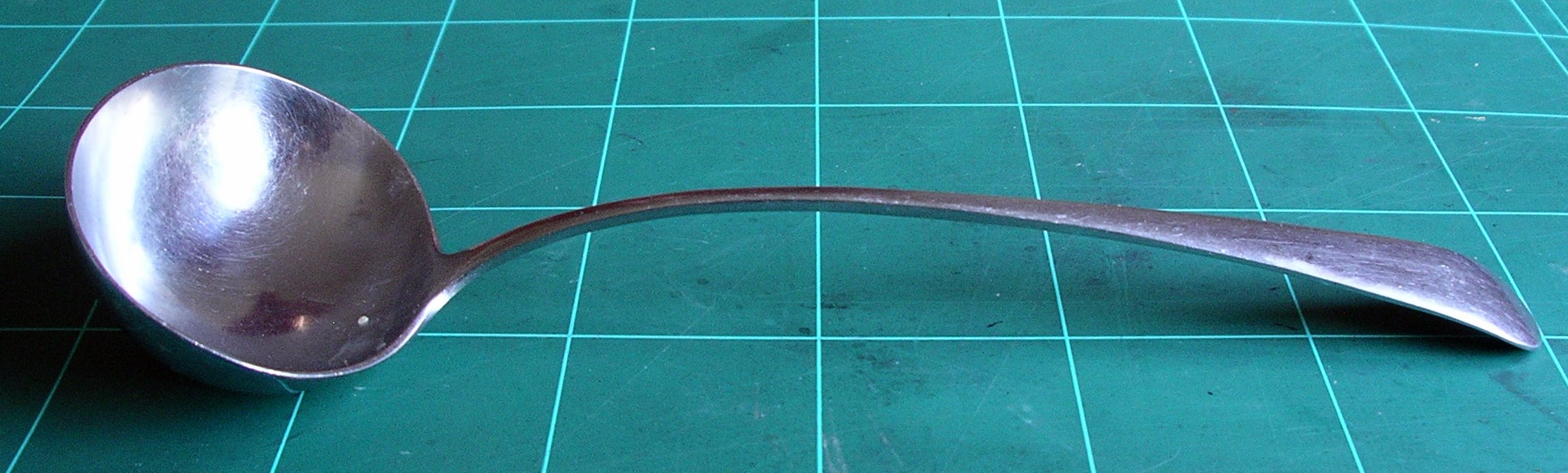
Половник

- Ложки разливательные (поварёшки) — для разливания супов, сладких блюд и молока, имеют разные размеры.
- Щипцы кондитерские большие — для перекладывания мучных кондитерских изделий.
- Щипцы кондитерские малые — для перекладывания сахара, мармелада, шоколадного ассорти, зефира.
- Щипцы для колки орехов — две крепкие, соединённые V-образно, рукоятки с зубчатыми углублениями для орехов.
- Щипцы для льда представляют собой длинную U-образную скобу с двумя зазубренными лопатками.
- Щипцы для спаржи — для перекладывания спаржи с решётки в тарелку. Выпускают в комплекте с решёткой для спаржи.
- Ножницы для винограда — для срезания виноградин с кисти.
- Лопатка икорная имеет форму, напоминающую плоский совок. Предназначена для перекладывания зернистой или кетовой икры из икорницы в тарелку.
- Лопатка прямоугольная — для перекладывания мясных и овощных блюд.
- Лопатка фигурная с прорезями — для перекладывания горячих и холодных рыбных блюд, особенно заливной рыбы, которая хорошо удерживается такой лопаткой.
- Лопатка фигурная малая — для перекладывания паштета.
- Лопатка фигурная большая — для перекладывания кондитерских изделий. Кондитерские лопатки для перекладывания пирожных и торта бывают и четырёхугольной формы.

## Пластмассовые приборы
Представленные для удобства (лёгкие, не требующие очистки после еды), одноразовые столовые приборы из пластика стали огромным мировым рынком. Наряду с другой одноразовой посудой (бумажные тарелки, пластиковые скатерти, одноразовые стаканчики, бумажные салфетки и т. д.) эти продукты стали незаменимыми для предприятий быстрого питания и общественного питания. Эти изделия являются символом обществ одноразового использования и причиной образования миллионов тонн небиоразлагаемых пластиковых отходов. Европейский Союз запретил такие пластиковые изделия с 3 июля 2021 года в рамках Европейской стратегии в отношении пластмасс. Подобные запреты также запланированы в Великобритании и Канаде.